# レニ (小惑星)
レニ (1792 Reni) は、小惑星帯にあるC型小惑星の一つ。リュドミーラ・チェルヌイフがクリミア天体物理天文台で発見した。
ウクライナ南部の街、レニに因んで名付けられた。